# Gai Aurunculeu (pretor)
Gai Aurunculeu (en llatí Caius Aurunculeius) va ser un magistrat romà del segle iii aC. Formava part de la gens Auruncúlia, d'origen plebeu.
Va ser pretor l'any 209 aC i va governar la província romana de Sardenya. Un personatge també amb el nom de Gai Aurunculeu (que probablement és la mateixa persona) va ser tribú militar de la Legio III l'any 207 aC.